# I'll Do Anything (soundtrack)
I'll Do Anything (Original Motion Picture Soundtrack) is de originele soundtrack, gecomponeerd door Hans Zimmer voor de film I'll Do Anything uit 1994 van James L. Brooks. Het album werd uitgebracht op 15 maart 1994 door Varèse Sarabande.
Het orkest stond onder leiding van Nick Glennie-Smith. De muziek werd opgenomen en gemixt door Jay Rifkin bij Media Ventures en Ocean Way Recording in Los Angeles.
Oorspronkelijk was de bedoeling dat Prince de muziek zou maken voor de film. Enkele nummers die door Prince al waren geschreven van de teruggetrokken soundtrack, verschenen later op zijn albums Girl 6 en The Vault... Old Friends 4 Sale (waaronder de nummers "She Spoke 2 Me" en "Don't Talk 2 Strangers"). 

## Tracklijst
Alle muziek is geschreven door Hans Zimmer, tenzij anders vermeld.
| Nr. | Titel                             | Geschreven  | Duur  |
| --- | --------------------------------- | ----------- | ----- |
| 1.  | Matt                              |             | 7:21  |
| 2.  | Burke                             |             | 10:03 |
| 3.  | Cathy                             |             | 8:07  |
| 4.  | Jeannie                           |             | 14:09 |
| 5.  | You Are The Best – Whittni Wright | Carole King | 2:56  |

## Personeel
- Dale Anderson – marimba
- Phil Ayling – hobo
- Larry Bunker – marimba
- Jon Clarke – hobo
- Jonathan Crosse – sopraansaxofoon
- Alan Estes – marimba
- Steve Fowler – altsaxofoon
- Gary Foster – sopraansaxofoon
- Walter Fowler – trompet
- Nick Glennie-Smith – synthesizer
- Gary Gray – klarinet
- Ralph Grierson – piano
- Dan Higgins – sopraansaxofoon
- Dorian Holley – zang
- Phillip Ingram – zang
- Jimmy Johnson – basgitaar
- Jim Kanter – klarinet
- Katie Kirkpatrick – harp
- Marty Krystall – klarinet
- Mike Lang – piano
- Arnold McCuller – zang
- Kurt McGettrick – baritonsaxofoon
- Thomas Raney – marimba
- Rodney Saulsberry – zang
- Wallace Snow – marimba
- Michael Thompson – gitaar
- Mervyn Warren – zang
- Hans Zimmer – synthesizer